# Welzheim

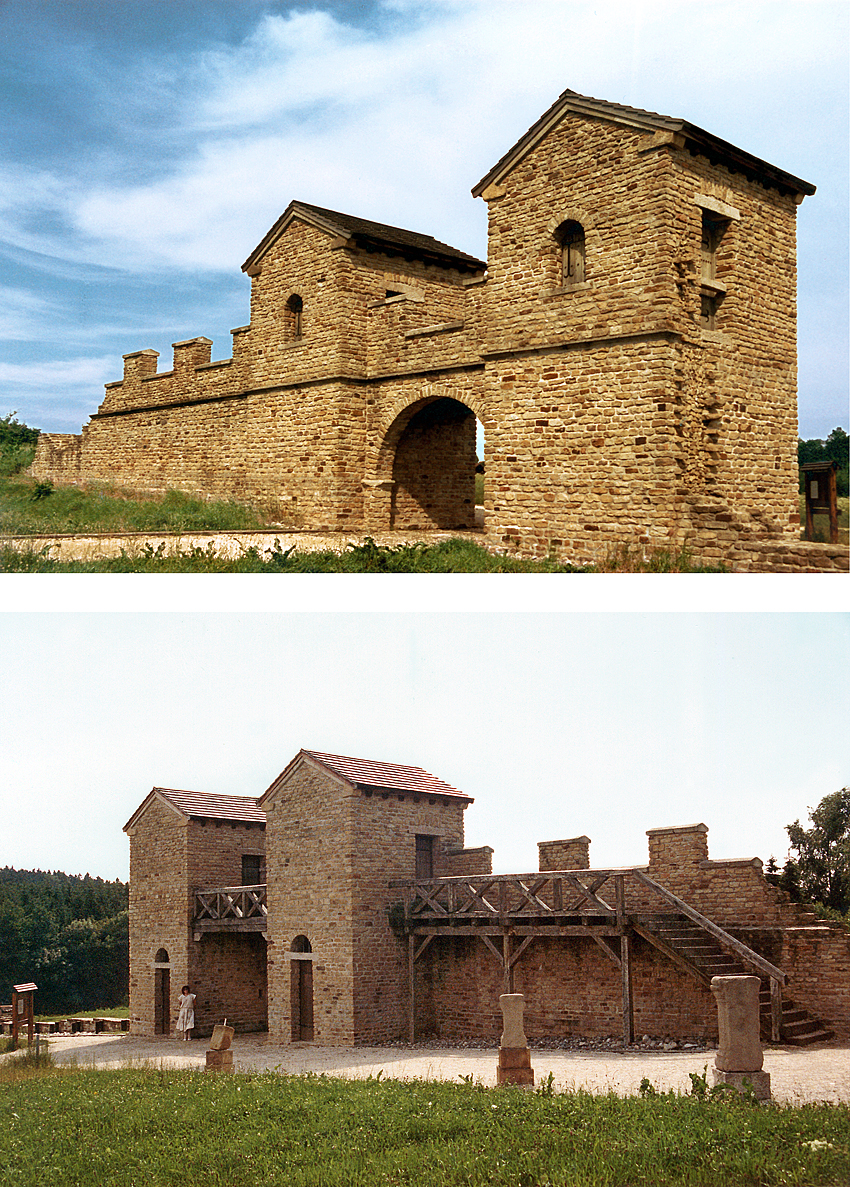
Porte reconstruit le fort de l'Est en Welzheim au limes de Germanie

Welzheim est une ville de Bade-Wurtemberg (Allemagne), située dans l'arrondissement de Rems-Murr, dans la région de Stuttgart, dans le district de Stuttgart.